# Супер Агури Ф1
Супер Агури Ф1 је назив за јапански Формула 1 тим. Власник тима, Агури Сузуки је повукао свој тим на крају сезоне 2008.
Тим је основан на почетку 2006. године, и по многим стручњацима био незванични је Б-тим Хонда Ф1 тима.

## Возачи
Супер Агури је имао исте возаче и у сезони 2007 и у сезони 2008:
- Такума Сато
- Ентони Дејвидсон

Поред ова два возача за Агури су возили и:
- Франк Монтањи
- Сакон Јамамото
- Јуђи Иде